# Hispano-Suiza Cars

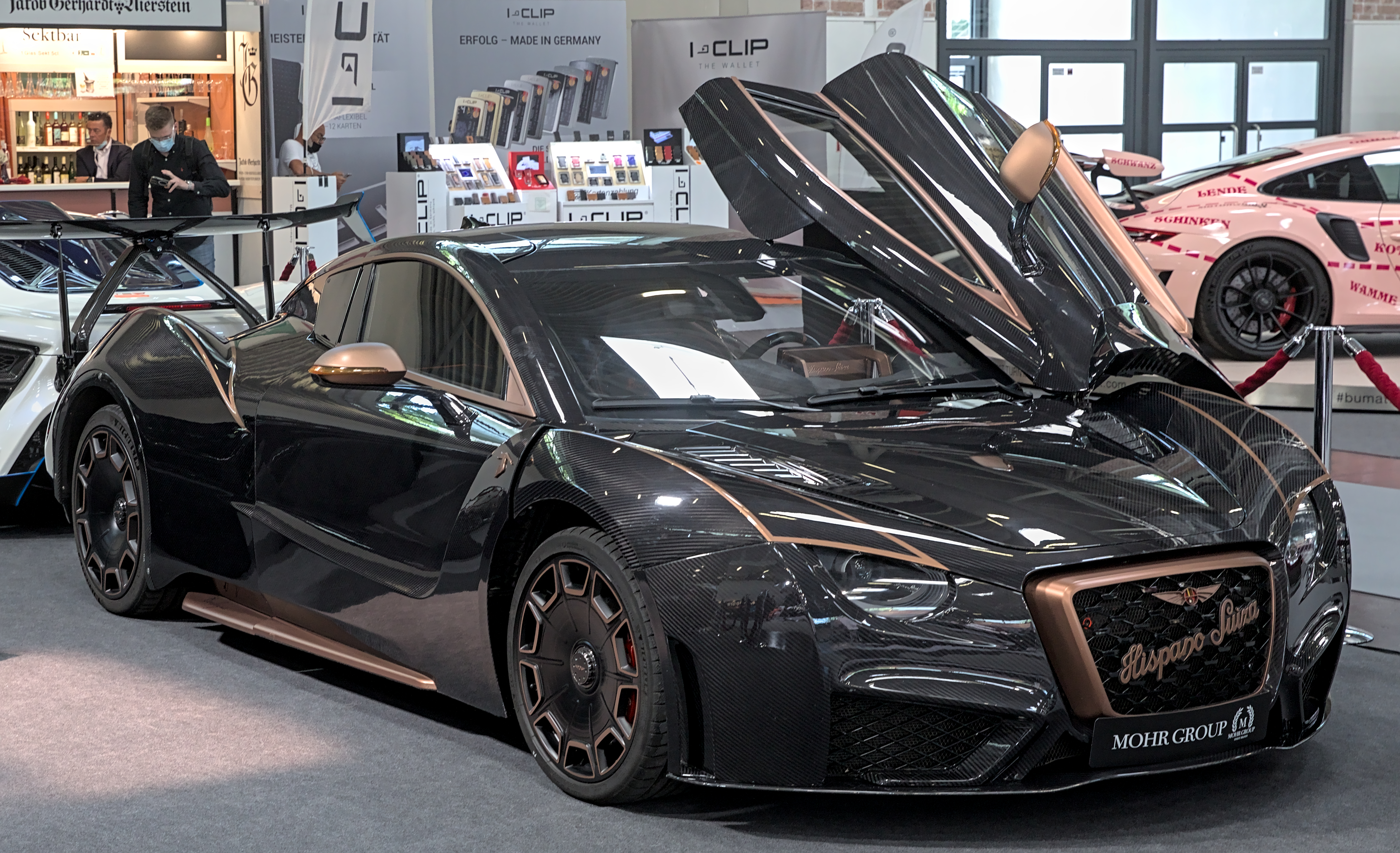
Hispano-Suiza Carmen Boulogne

Hispano-Suiza Cars S.l. – hiszpański producent elektrycznych hipersamochodów z siedzibą w Gironie działający od 2019 roku.

## Historia

### Początki
W 2019 roku po raz trzeci w ciągu 20 lat podjęto się próbę wznowienia produkcji samochodów legedarnej hiszpańskiej marki Hispano-Suiza, która po raz ostatni wytwarzała luksusowe samochody do końca lat 30. XX wieku. Wcześniej bez powodzenia dokonywało tego Mazel Inginieros w latach 2000–2002, a w 2010 roku podjęło się tego szwajcarskie Hispano-Suiza Automobilmanufaktur. 
Twierdzące, że ma prawa do stosowania nazwy, dokładnie w tym samym czasie z powodzeniem przedstawiło w 2019 roku model Maguari HS1 GTC. Nie mając z tą firmą żadnych powiązań, hiszpański spadkobierca jednego z założycieli oryginalnego Hispano-Suiza, jego prawnuk Miguel Suqué Mateu, zdecydował się reaktywować przedsiębiorstwo pod nazwą Hispano-Suiza Cars.

### Carmen
Podczas Geneva Motor Show 2019 zadebiutował pierwszy nowożytny hiszpański samochód Hispano-Suiza w postaci elektrycznego hipersamochodu Carmen. Samochód utrzymano w esetyce łączącej estetykę futurystyczną ze stylem retro, będąc nowożytną interpretacją jednego z ostatnich samochodów legendarnego Hispano-Suiza w postaci modelu H6C Dubonnet Xenia z 1938 roku. 
Samochód zbudowano w limitowanej serii 19 egzemplarzy w cenie 1,5 miliona euro za każdy z nich. Do historycznego producenta nawiązano nie tylko stylistyką, ale i logotypami i detalami zdobiącymi samochód, a parametrami technicznymi samochód ustanowił odpowiedź na konkurencyjne konstrukcje takich firm jak Pininfarina czy Rimac.
We wrześniu 2021 roku podczas targów motoryzacyjnych IAA 2021 w niemieckim Monachium Hispano-Suiza Cars przedstawiło specjalną, limitowaną wersję swojego produktu w postaci modelu Carmen Boulogne. Poza specjalnym malowaniem nadwozia, samochód zyskał mocniejszy układ napędowy o mocy 1114 KM. Zaplanowano zbudowanie 5 egzemplarzy w cenie ok. 2 milionów euro.

## Modele samochodów

### Obecnie produkowane
- Carmen